# 우민샤
우민샤(吴敏霞, 1985년 11월 10일~)는 중화인민공화국의 여성 다이빙 선수이다.
상하이 출신으로 2004년 아테네 올림픽에서 궈징징과 함께 싱크로 스프링보드 금메달을 획득하고, 3m 스프링보드에서는 궈징징에 밀려 2위를 하였다.
4년 후, 베이징 올림픽 싱크로 스프링보드에서 다시 궈징징과 쌍을 이루어 2연승을 하였고 3m 스프링보드에서는 궈징징과 러시아의 율리야 파할리나에 밀려 3위에 그쳤다.
2002년부터 2010년까지 3개의 아시안 게임에 참가하면서 4개의 금메달과 1개의 은메달을 획득하였다. 궈징징이 은퇴하자, 이제 허지와 함께 싱크로 종목에 참가하고 있다.
2012년 런던 올림픽에서 허지와 함께 싱크로 스프링보드에서 금메달을 획득하여, 올림픽에서 그 다이빙 종목을 3연승을 한 첫 여성 선수가 되었다. 그녀는 3m 스프링보드 종목에서 금메달을 획득하기도 하였다. 3m 스프링보드 경연 후에 그녀의 부모가 1년 전에 그녀의 조모 사망 정보를 보류하고 모친이 암에 걸린 것이 밝혀졌다. 그녀의 부친은 우민샤를 훈련에 계속 전념하도록 하는 데 오도하였다고 말하자, 그 소식은 중국으로부터 비판이 내려졌다.

## 같이 보기
- 올림픽 다관왕 목록